# Глупыш
Глупы́ш (лат. Fulmarus glacialis) — вид птиц из семейства буревестниковых. Название получил за свою доверчивость, глупыш почти не боится человека.

## Описание
Размером с серебристую чайку, размах крыльев около метра. Одна из самых обычных птиц открытого моря на северо-западе Тихого океана, в Охотском и Беринговом морях.
Длина тела 45—50 см, масса 700—800 г, размах крыльев 102—112 см. Телосложение плотное, клюв короткий и мощный, жёлтого цвета. Окраска двух типов: светлая (белые голова, шея и нижняя сторона тела, дымчатые верхняя сторона крыльев, спина и хвост) и тёмная (оперение тёмно-серое или буроватое, концы крыльев иногда почти чёрные). Встречаются всевозможные переходные варианты окраски. В колониях Курильских и Командорских островов, острова Ионы, Земли Франца-Иосифа гнездятся в основном тёмные птицы, а на севере Охотского моря, на Чукотке, Новой Земле — светлые.
От чаек светлая форма глупыша отличается в основном скользящей манерой полёта с плавно изогнутыми книзу крыльями.

### Голос
Голос — низкий трубный гогот, слышится в основном в гнездовых колониях. При раздражении издаёт также резкий каркающий крик. На записи раздражен.

## Образ жизни

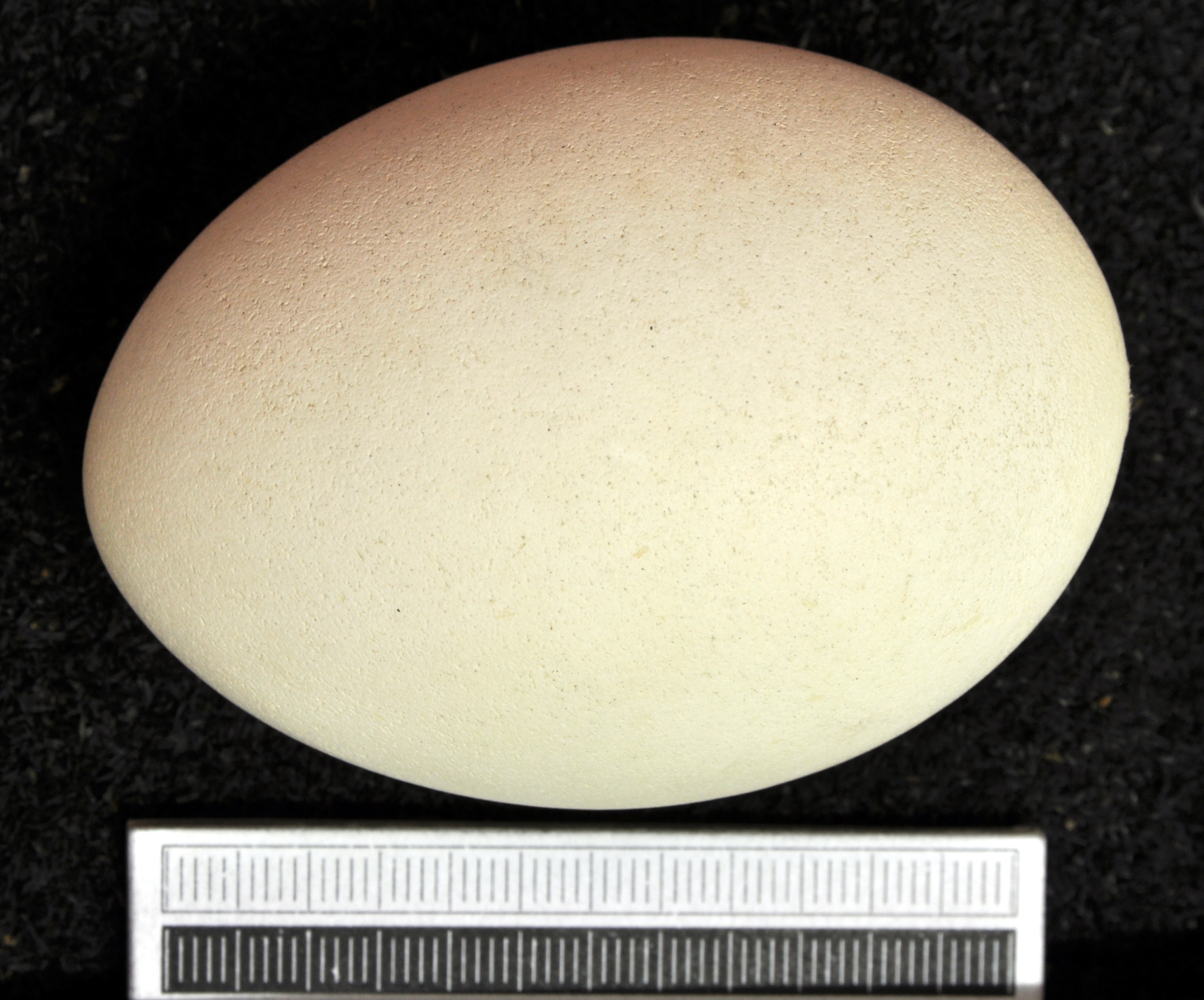
Яйцо в музее Висбадена

Гнездится на уступах прибрежных скал большими колониями, иногда до сотен тысяч пар. В кладке одно белое яйцо, насиживание длится 50—54 дня, выкармливание птенцов — 70—75 дней. В период гнездования глупыши ведут ночной образ жизни, в остальное время активны днём.
На кочёвках встречается как в открытом море, так и у прибрежий и даже в гаванях портов. Иногда собирается большими стаями, нередко вместе с чайками, у судов, ведущих промысел. Питается ракообразными, рыбой, кальмарами, планктоном, при случае — падалью. Может нырять за добычей на глубину до полуметра.
Зиму проводят в прибрежных и открытых водах северной части Атлантического и Тихого океанов, а также в незамерзающих акваториях Северного Ледовитого океана, могут быть встречены в Баренцевом, Японском и Беринговом морях.

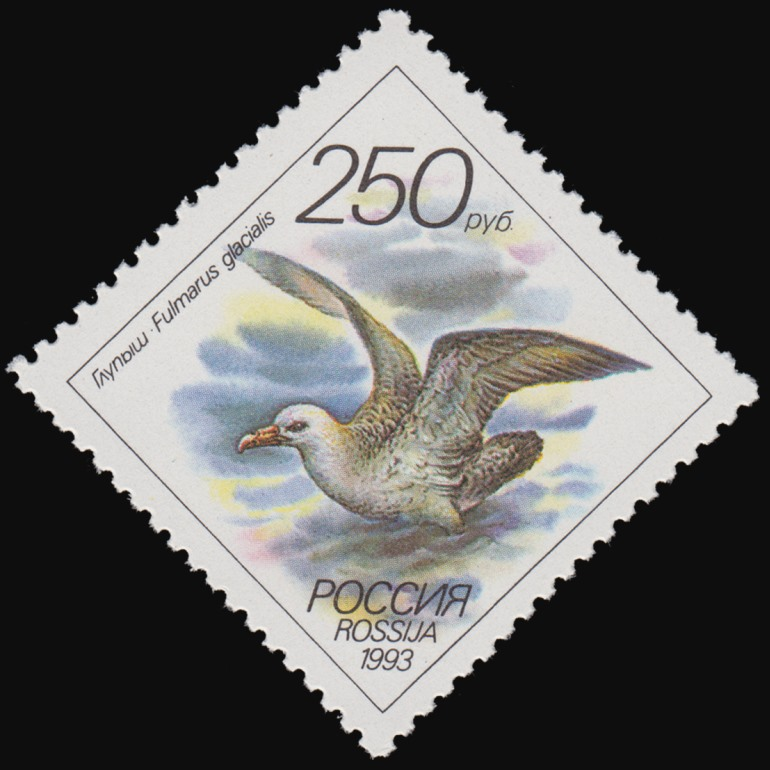
Почтовая марка, 1993 год

## Охрана
В Шотландии организованы заказники, в которых глупыш включён в список охраняемых видов:
- Остров Носс[3].
- Мыс Самборо-Хед[4].
- Остров Фула[5].

## Подвиды
Выделяют 3 подвида глупышей:
- Fulmarus glacialis glacialis
- Fulmarus glacialis rodgersii
- Fulmarus glacialis auduboni

## Галерея

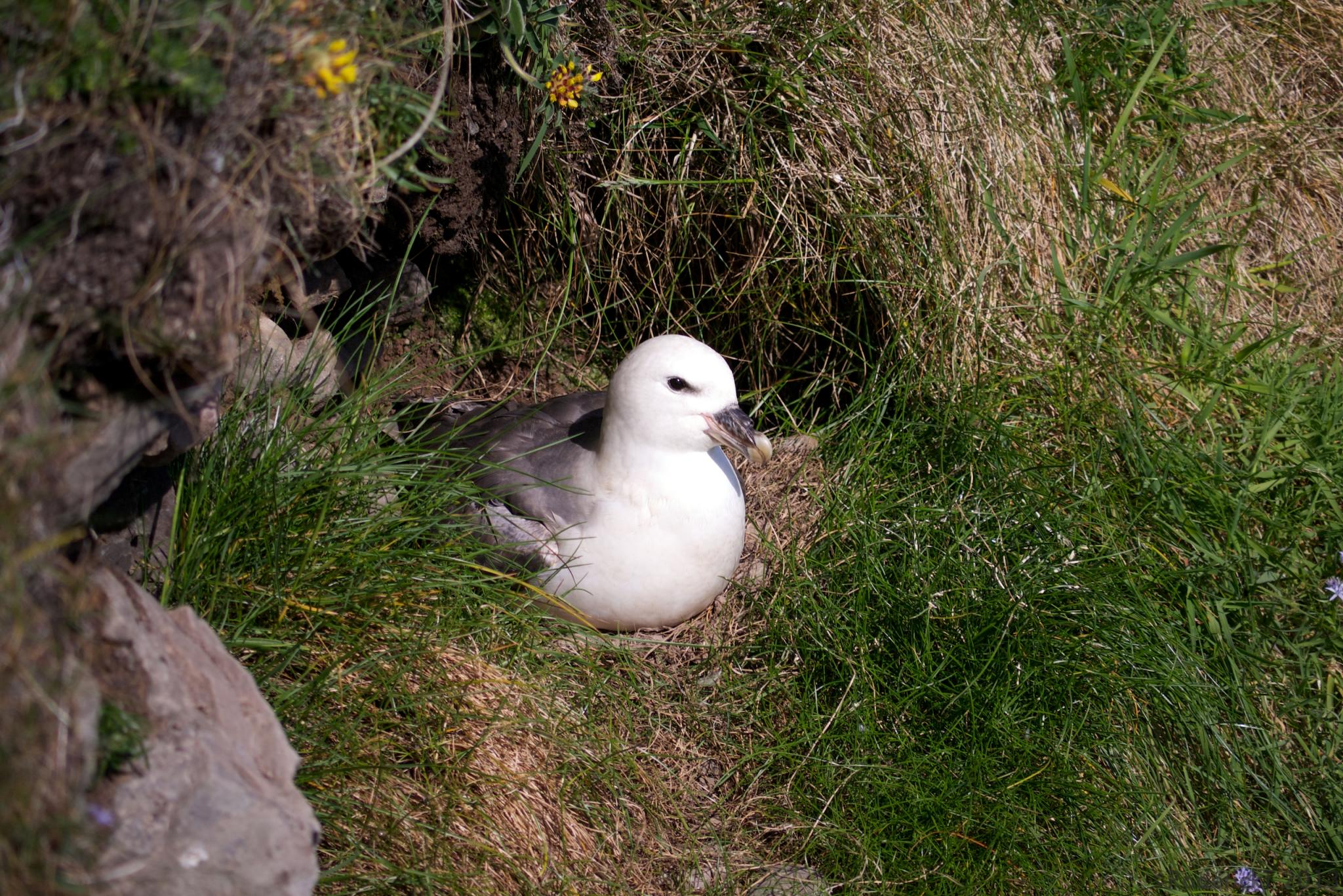
Глупыш на гнезде, Шотландия
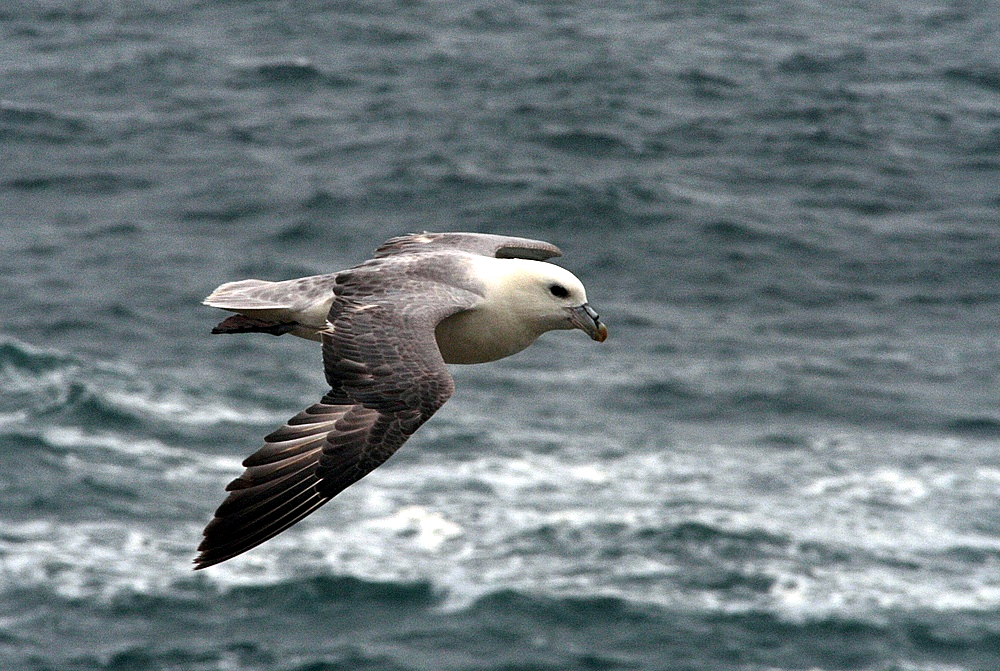
В полёте над морем
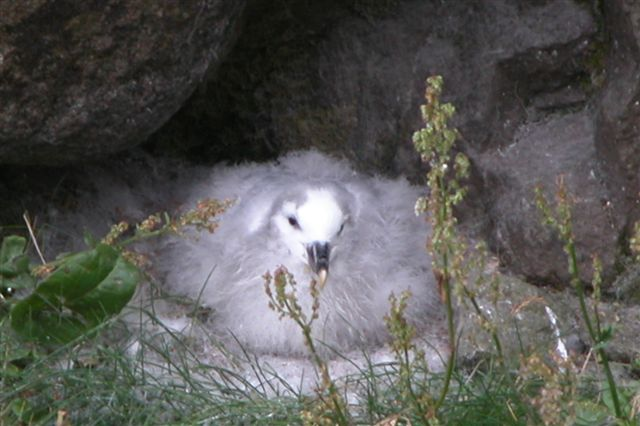
Птенец